# قلعه‌فرهادخان
قلعه‌فرهادخان، روستایی از توابع بخش مرکزی شهرستان سنقر در استان کرمانشاه ایران است.

## جمعیت
این روستا در دهستان آب‌باریک قرار دارد و براساس سرشماری مرکز آمار ایران در سال ۱۳۸۵، جمعیت آن ۴۰۰ نفر (۹۷خانوار) بوده‌است.